# Wildberg (Schesaplanagruppe)
Wildberg är en bergstopp i Österrike.   Den ligger i distriktet Bludenz och förbundslandet Vorarlberg, i den västra delen av landet, 500 km väster om huvudstaden Wien. Toppen på Wildberg är 2 788 meter över havet, eller 142 meter över den omgivande terrängen. Bredden vid basen är 1,00 km. Wildberg ingår i Rätikon.
Terrängen runt Wildberg är huvudsakligen bergig, men åt nordväst är den kuperad. Närmaste större samhälle är Feldkirch, 19,9 km norr om Wildberg. 
Trakten runt Wildberg består i huvudsak av gräsmarker. Runt Wildberg är det ganska glesbefolkat, med 47 invånare per kvadratkilometer.